# Округ Бланско
Округ Бланско (чеш. Okres Blansko) је округ у Јужноморавском крају, у Чешкој Републици. Административно средиште округа је град Бланско.

## Становништво
Према подацима о броју становника из 2012. године округ је имао 106.847 становника.